# Rosina Wachtmeister

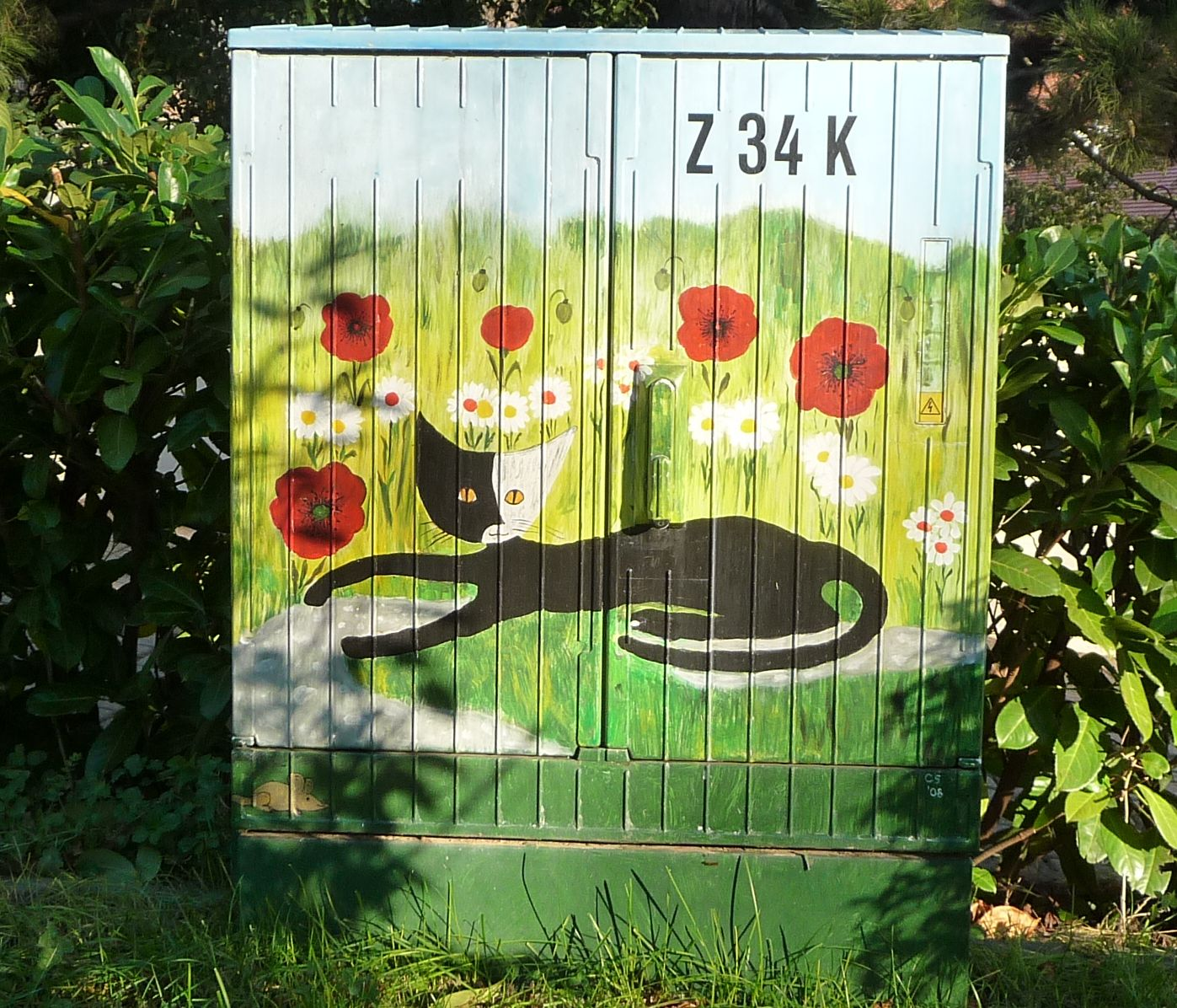
Kabelskåp med målning av Rosina Wachtmeister.

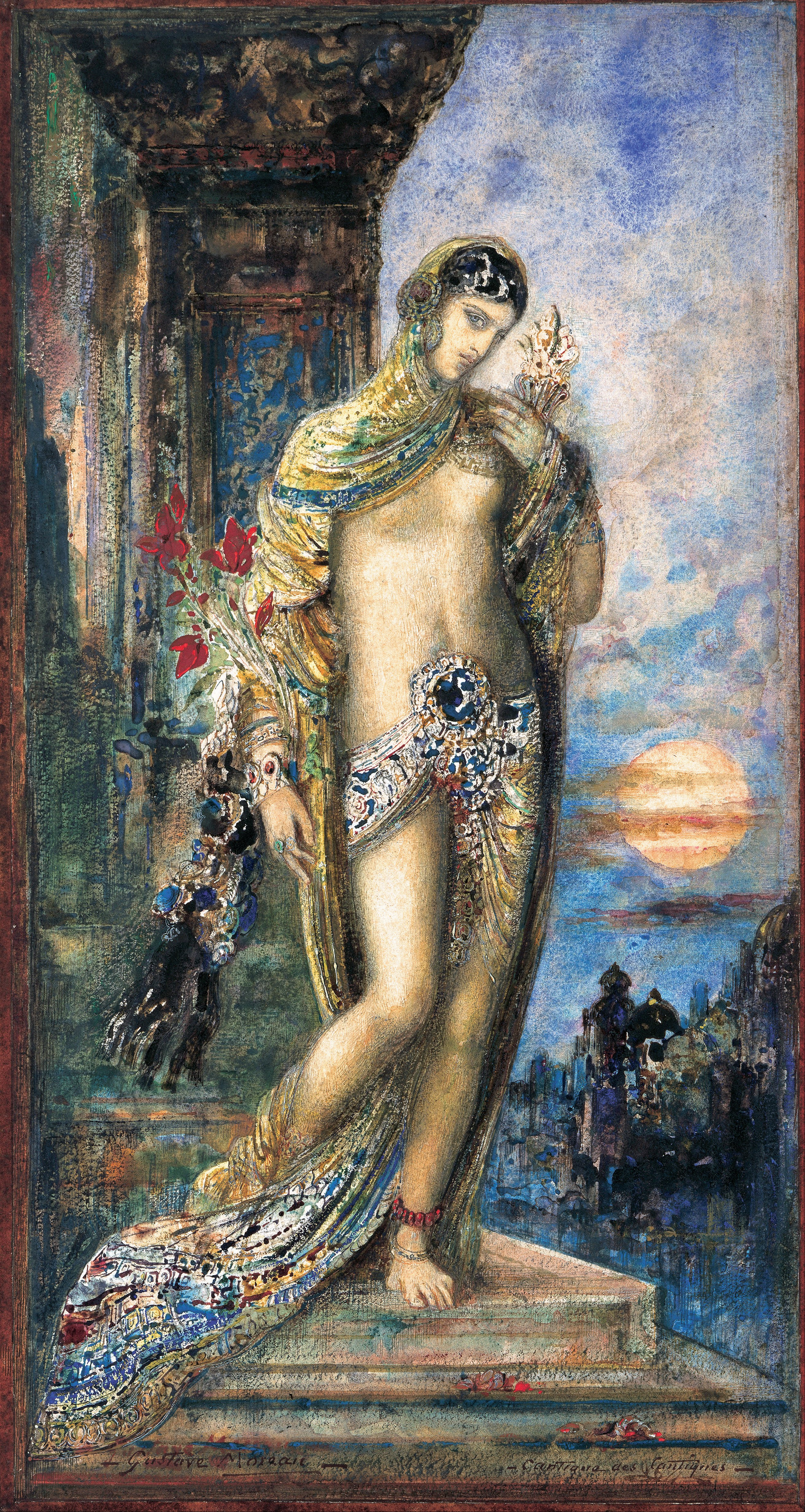
Höga visan (Cantique des Cantiques) av Gustave Moreau, 1893

Rosina Wachtmeister, född 7 januari 1939 i Wien i Österrike, är en österrikisk konstnär, bosatt i Capena i Italien.

## Biografi
Rosina Wachtmeister växte upp i Attermeer i Österrike. Vid 14 års ålder emigrerade hon med sin familj till Brasilien. Där fick hon och hennes syster gå i en tysk skola. När hon blev äldre studerade hon bildkonst och skulptur  i Porto Alegre. Hon specialiserade sig på collage med olika material. Hon använder fortfarande silver- och guldfolie i sina teckningar. Katten spelar en viktig roll i hennes arbete. Hon avbildar ofta katter i kombination med musik. Rosina Wachtmeisters tidiga arbete är snidade dockor. Hon använde dessa dockor i sin egen dockteater. År 1974 kom Rosina Wachtmeister till Capena i Italien. Hon har arbetat som designer sedan 1998.
Rosina Wachtmeister är främst känd för sina kattkliv, naivistiska stil och bjärta färger.

## Höga visan
Rosina Wachtmeisters Das Lied von der Liebe (Sången om kärleken) är en bok vars grafik illustrerar den bibliska Höga visan.
En lista över hennes böcker kan ses på webbplatsen för Deutsche Nationalbibliothek.